# K2 (raper)
K2, właściwie Tomasz Marycki (ur. 26 lutego 1985 w Dąbrowie Górniczej), znany również jako Kadewua – polski raper. Członek zespołu FX, prowadzi także solową działalność artystyczną. Mieszka w Łazach.

## Dyskografia

### Albumy
| Rok                        | Album                                                               | Pozycja na liście | Sprzedaż       | Certyfikat             |
| Rok                        | Album                                                               | POL               | Sprzedaż       | Certyfikat             |
| -------------------------- | ------------------------------------------------------------------- | ----------------- | -------------- | ---------------------- |
| 2007                       | Shino Hito - Data: 2007 - Wydawca: brak (nielegal)                  | –                 |                |                        |
| 2008                       | Shino Hito Zero - Data: 2008 - Wydawca: brak (nielegal)             | –                 |                |                        |
| 2009                       | Shino Hito 2 - Data: 2009 - Wydawca: brak (nielegal)                | –                 |                |                        |
| 2013                       | Shino Hito Finito - Data: 24 kwietnia 2013 - Wydawca: MaxFloLab     | –                 |                |                        |
| 2014                       | Anatomia - Data: 4 kwietnia 2014 - Wydawca: MaxFloRec               | 17                | - POL: 30 000+ | - POL: platynowa płyta |
| 2019                       | Autonomia - Data: 13 grudnia 2019 - Wydawca: MaxFloRec - Format: CD |                   |                |                        |
| „–” album nie był notowany |                                                                     |                   |                |                        |

### Notowane utwory
| Rok                         | Tytuł                                                          | Pozycja na liście | Pozycja na liście | Pozycja na liście | Pozycja na liście | Album                                   |
| Rok                         | Tytuł                                                          | POL               | RMF               | Eska              | LP3               | Album                                   |
| --------------------------- | -------------------------------------------------------------- | ----------------- | ----------------- | ----------------- | ----------------- | --------------------------------------- |
| 2014                        | „1 moment” (gośc. Buka)                                        | 16                | 1                 | 4                 | –                 | Anatomia                                |
| 2014                        | „W związku z tym” (L.U.C., gośc. K2, Krystyna Prońko, Mesajah) | –                 | 20                | –                 | 30                | Reflekcje o miłości apdejtowanej selfie |
| 2015                        | „Jutro nadchodzi zawsze”                                       | –                 | –                 | 2                 | –                 |                                         |
| „–” utwór nie był notowany. |                                                                |                   |                   |                   |                   |                                         |

### Inne
| Rok  | Utwór                                      | Album                                       |
| ---- | ------------------------------------------ | ------------------------------------------- |
| 2007 | „Być sobą” (Promil, gościnnie: K2)         | Promil                                      |
| 2008 | „Pluje rapem” (SumaStyli, gościnnie: K2)   | Walka trwa                                  |
| 2009 | „Jestem”                                   | Silesia Crime Vol.1 (kompilacja)            |
| 2009 | „Walka trwa" (SumaStyli, gościnnie: K2)    | De Integro                                  |
| 2010 | „Oni mówią mi” (Buka, gościnnie: K2, Mati) | Opowieści z miasta fatum                    |
| 2011 | „Stres” (Skor, gościnnie: K2, Buka)        | Dwie strony mocy                            |
| 2011 | „Wyjebane" (Buka, gościnnie: K2)           | Pokój 003                                   |
| 2012 | „Chore stany” (Skor, gościnnie: Mati, K2)  | Muzykoma                                    |
| 2012 | „CDN” (oraz Buka)                          | MaxFloRec – Podaj dalej vol. 2 (kompilacja) |
| 2013 | „Dekada” (Buka, gościnnie: Mati, K2)       | Wspaniały widok na nic interesującego       |
| 2015 | „Zapalnik” (Kleszcz, DiNO, gościnnie: K2)  | HorRYM JESTem                               |

## Teledyski
| Rok       | Tytuł                                                               | Reżyseria/Realizacja                        | Album                                   |
| --------- | ------------------------------------------------------------------- | ------------------------------------------- | --------------------------------------- |
| 2013      | „Blau!”                                                             |                                             |                                         |
| 2013      | „List”                                                              | Wojciech Lisowski                           | Shino Hito Finito                       |
| 2013      | „Scena akcji”                                                       | Adam Gawenda                                | Anatomia                                |
| 2014      | „Tu umierają anioły”                                                | Michał Jagiełło                             | Anatomia                                |
| 2014      | „Scena dramatu”                                                     | Aleksander Kozłowski                        | Anatomia                                |
| 2014      | „1 moment” (gościnnie: Buka)                                        | Adam Gawenda, AG Studio                     | Anatomia                                |
| 2014      | „#Hot16Challenge”                                                   |                                             |                                         |
| 2015      | „Jutro nadchodzi zawsze”                                            | Adam Gawenda, AG Studio                     |                                         |
| 2016      | „Twój fire”                                                         | Radosław Bereś                              | Autonomia                               |
| 2017      | „II moment”                                                         | Radosław Bereś                              | Autonomia                               |
| 2020      | „Rispekt”                                                           | Radosław Bereś                              | Autonomia                               |
| Gościnnie |                                                                     |                                             |                                         |
| 2014      | „W związku z tym” (L.U.C., gościnnie: K2, Krystyna Prońko, Mesajah) | Łukasz „L.U.C.” Rostkowski, Kuba Annusewicz | Reflekcje o miłości apdejtowanej selfie |

## Nagrody i wyróżnienia
| Rok  | Nagroda                | Kategoria                 | Tytułem    | Rezultat  | Źródło |
| ---- | ---------------------- | ------------------------- | ---------- | --------- | ------ |
| 2015 | Eska Music Awards 2015 | Najlepszy hit             | „1 moment" | Nominacja | [ 40 ] |
| 2015 | Eska Music Awards 2015 | Najlepszy artysta w sieci | K2         | Nominacja | [ 40 ] |
| 2015 | Eska Music Awards 2015 | Najlepszy debiut radiowy  | K2         | Nominacja | [ 40 ] |